# Manglars de Madagascar
Els manglars de Madagascar són una ecoregió de l'ecozona afrotropical, definida per WWF, que s'estén principalment per la costa oest de Madagascar. És la suma de petites zones separades de manglar.

## Descripció
És una ecoregió de manglar amb una superfície de 5.500 quilòmetres quadrats repartits en diversos enclavaments al llarg de la costa de Madagascar. Hi ha 29 enclavaments a la costa oest; els més extensos es troben al nord-oest, a la badia de Mahajamba, Bombetoka, Mahavavy i Salala, i Maintirano. A la costa est existeixen 11 enclavaments, que ocupen només 50 quilòmetres quadrats.
Els manglars de la costa oest limiten, de nord a sud amb la selva subhumida de Madagascar, la selva seca caducifòlia de Madagascar i la muntanya suculenta de Madagascar, mentre que els de la costa est són limítrofs de la selva de terres baixes de Madagascar.
Les serralades centrals de l'illa protegeixen als manglars dels monsons.

## Flora
Les principals espècies arbòries són el mangle negre (Bruguiera gymnorrhiza), Rhizophora mucronata i Ceriops tagal, de la família Rhizophoraceae, Avicennia marina, de la família Avicenniaceae, Sonneratia alba, de la família Lythraceae, i Lumnitzera racemosa, de la família Combretaceae.

## Fauna

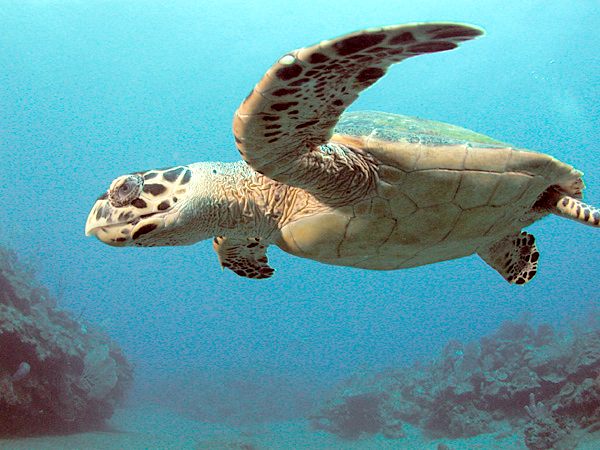
La tortuga carei en perill d'extinció, pot trobar-se a les costes de Magadascar.

Entre les aus, destaquen diversos endemismes de Madagascar, com la garsa de Madagascar (Ardea Humbloti), el xarxet de Madagascar (Anas bernieri), el corriol malgaix (Charadrius thoracicus), l'àguila marina malgaix (Haliaeetus vociferoides) i el blauet de Madagascar (Alcedo vintsioides). L'ecoregió és important per diverses espècies migratòries, com el corriol anellat gros (Charadrius hiaticula), el corriol crancaire (Dromas ardeola), el corriol gris (Pluvialis squatarola), becplaner africà i l'agró blanc (Ardea alba).
També es troben en els manglars la tortuga verda (Chelonia mydas) i la tortuga carei (Eretmochelys imbricata), que nien a la costa oest de Madagascar, així com el dugong (Dugong dugon) i el cocodril del Nil (Crocodylus niloticus). Les comunitats de peixos, mol·luscs i crustacis són molt riques.

## Amenaces i conservació
Els manglars són vulnerables al clarejat per extracció de la fusta, l'expansió urbana, la sobrepesca i l'erosió a les terres altes. Activitats com el cultiu d'arròs, els salers i el cultiu de gambes també són amenaces. Les àrees urbanes properes als manglars inclouen les ciutats Toliara i Mahajanga. El parc nacional de Mananara Nord protegeix alguns pantans de mangles.